# Pit Stop (phim 2013)
Pit Stop là một bộ phim truyền hình Mỹ, được công chiếu tại Liên hoan phim Sundance 2013. Được đạo diễn bởi Yen Tan và được viết bởi Tan và David Lowery, các ngôi sao điện ảnh Bill Heck và Marcus DeAnda trong vai Gabe và Ernesto, hai người đàn ông gay ở một thị trấn nhỏ ở Texas, người bắt đầu xây dựng mối quan hệ thông qua các tương tác của họ tại trạm xăng. Bộ phim cũng có sự tham gia của Amy Seimetz với tư cách là vợ cũ của Gabe, Shannon và Alfredo Maduro trong vai Luis, đối tác cũ của Ernesto, cả hai vẫn tham gia vào cuộc sống của các đối tác cũ của họ.
Bộ phim đã giành giải thưởng Texas Grand Jury tại 2013 Liên hoan phim quốc tế Dallas và Giải thưởng Louise LeQuire cho Kịch bản hay nhất tại 2013 Liên hoan phim ở Columbia. Nó cũng được chiếu trong Liên hoan phim Maryland 2013.